# Scrapland
Scrapland est un jeu vidéo d'action-aventure développé par MercurySteam Entertainment et édité par Enlight Software. Il est sorti dans un premier temps sur PC en Amérique du Nord le 4 novembre 2004, puis il a été édité sur Xbox le 28 février 2005. Il est sorti en Europe simultanément sur les deux plates-formes le 18 mars 2005. Le concepteur de Scrapland est American McGee.